# POST
POST je v informatice jedna z dotazovacích metod HTTP protokolu, kterou webový prohlížeč (klient) získá webovou stránku (nebo jiný objekt – například obrázek) z webového serveru a zároveň umožňuje předat serveru metaproměnné z webového formuláře na webový server, kde mohou být zpracovány (například PHP skriptem). Alternativní metodou je GET.
Na straně webového serveru jsou převzaté metaproměnné předány nějakému programu, který je zpracuje (například skript v jazyce PHP, Perl, Python, VBScript u ASP a podobně). Pro předání dat mezi webovým severem a zpracovávajícím programem se často používá CGI rozhraní.
Požadavky klienta, které obsahují POST data, nelze cachovat. Na rozdíl od metody GET není při přenosu dat ovlivněna URL vyžádané webové stránky.

## Odesílání dat
Odesílání dat je u WWW v protokolu HTTP založeno na metodách POST, GET, PUT, DELETE a několika dalších. Webový prohlížeč běžně používá metody POST a GET, ale některé online aplikace využívají jiných metod. Metoda POST je vhodná pro rozsáhlejší vstupy. Nepřidává data do URL (takže nejsou vidět), ale odesílá je jako součást HTTP dotazu. 